# 州遺産 (オランダ)
州遺産 （しゅう いさん、蘭：provinciaal monument ）とは、オランダの州が保護する遺産（建造物、遺跡等）のこと。

## 概要
オランダの州遺産（蘭：プロヴィンシアール・モニュメント、provinciaal monument ）は、特別の歴史文化的または建築的価値があるものとして、州の遺産保護条例に基づいて指定される。国家遺産は国家的または国際的な重要性を有していることが多いのに対し、州遺産は地域的な重要性を有していることが多い。対象は、建造物や遺跡、景観構造である。現在、州遺産を指定している州は、オランダ北西部の北ホラント州と北東部のドレンテ州のみである。